# Cynorta ornatissima
Cynorta ornatissima was een hooiwagen uit de familie Cosmetidae. De originele naamcombinatie (protoniem) is Cynorta ornatissima González-Sponga, 1992. Het werd een junior subjectief synoniem van Abria innominata in Villarreal, Medrano & Kury 2023. Na 2023 de geldige combinatie is Abria innominata (Henriksen, 1932).